# Hagenbecks Völkerschau der „Eskimos“ 1880/81

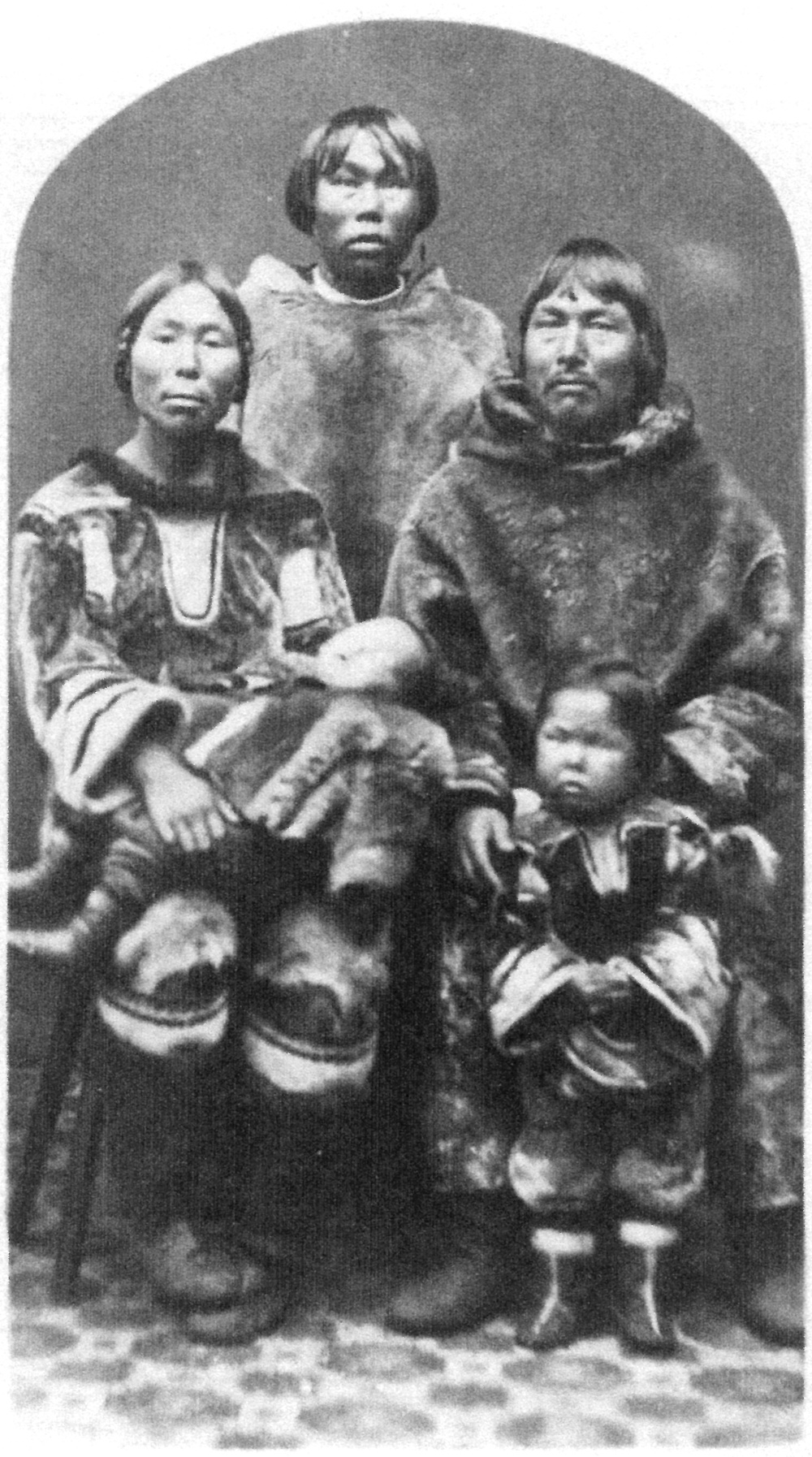
Familie von Abraham Ulrikab, v. l.: Ulrike, Neffe Tobias, Abraham, Töchter Maria (auf Ulrikes Schoß) und Sara (stehend), Foto von 1880

Hagenbecks Völkerschau der „Eskimos“ 1880/81 war eine Völkerschau (im heutigen Sprachgebrauch auch Menschenzoo) einer Gruppe von acht Inuit, die im September 1880 aus Hebron auf der Labrador-Halbinsel in der heutigen Provinz Neufundland und Labrador in Kanada nach Europa kam und ab Anfang Oktober 1880 zuerst in Hamburg, danach in Berlin, Prag, Frankfurt, Darmstadt, Krefeld und Paris zur Schau gestellt wurde.
Veranstalter der Schau war Carl Hagenbeck (1844–1913) aus Hamburg, der seit 1875 mit seinen „Völkerausstellungen“ für Aufmerksamkeit sorgte und hunderttausende zahlende Besucher anlockte.
Zur Gruppe der Inuit gehörte Abraham Ulrikab (1845–1881), der während der Völkerschau in Europa ein Tagebuch führte. Das Tagebuch gilt als eines der wenigen überlieferten Selbstzeugnisse von in Völkerschauen zur Schau gestellten Menschen.
Zwischen dem 14. Dezember 1880 und dem 16. Januar 1881 verstarben alle acht Inuit an Pocken. Hagenbecks Agent Johan Adrian Jacobsen hatte es versäumt, die Gruppe impfen zu lassen.

## Anwerbung und Reise nach Europa
Carl Hagenbeck hatte bereits 1877/78 eine Völkerschau mit einer Gruppe von sechs Inuit aus Grönland veranstaltet. Unter den verschiedenen Gruppen der Menschenzoos wurden die „Menschen aus dem hohen Norden“ in der zeitgenössischen Wahrnehmung als eher zivilisierte Menschen wahrgenommen – ganz im Gegensatz beispielsweise zu den „Feuerländern“, die als „Wilde“, „Urmenschen“ und „Kannibalen“ stigmatisiert wurden. Zu den Menschen aus den kalten Polargebieten zählten neben den Inuit auch die Samen (Lappländer) oder die Kalmücken aus dem Gebiet nördlich des Kaukasus am Kaspischen Meer. Sie wurden auf den Werbeplakaten zu den Schauen als besonders fleißige, ihrer widrigen Umwelt trotzende Menschen dargestellt.

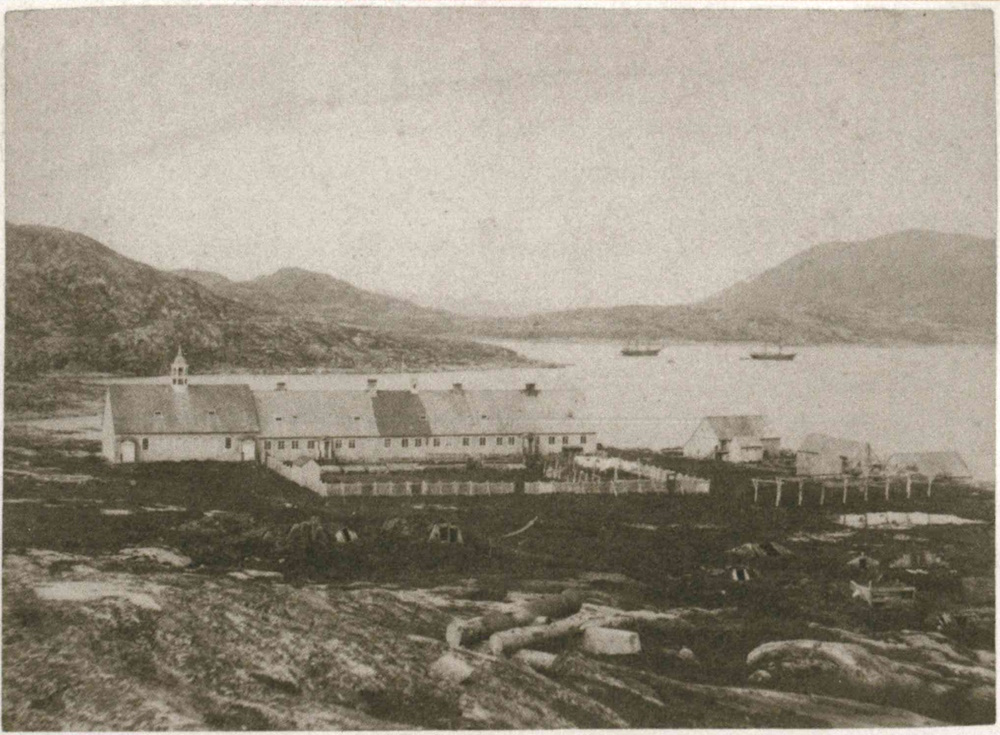
Mission der Herrnhuter Brüdergemeine Hebron, Foto von 1887

Johan Adrian Jacobsen war seinerzeit der wichtigste Agent Hagenbecks zur Anwerbung von Völkerschau-Mitwirkenden, der bereits die Gruppe der ersten „Eskimo“-Völkerschau angeworben hatte. Weil die dänische Regierung 1880 keine Genehmigung mehr für die Ausreise von Inuit erteilte, reiste Jacobsen im August 1880 zur Anwerbung einer neuen Gruppe nach Kanada in die Region Labrador. Dort traf er auf Abraham Ulrikab aus Hebron, der dort mit seiner Familie in direkter Nachbarschaft der Herrnhuter Brüdergemeine lebte. Abraham und seine Frau Ulrike standen in engem Kontakt zu den Missionaren, die sie bei der Jagd unterstützten und mit denen sie auch Handel betrieben.
Gegen den Rat der Missionare stimmte Abraham (35 Jahre) schließlich zu, zusammen mit seiner Frau Ulrike (24 Jahre), den Töchtern Sara (vier Jahre) und Maria (zehn Monate) sowie ihrem Neffen Tobias (20 Jahre) an der Völkerschau teilzunehmen. Abraham half Jacobsen auch bei der Anwerbung einer dreiköpfigen nicht missionierten Inuit-Familie vom Nachvak-Fjord: dem Vater Tigianniak (auch: Terrienniak, etwas über 40 Jahre), der Mutter Paingu (ihr Alter wurde zwischen 30 und 50 angegeben) sowie ihrer etwa fünfzehnjährigen Tochter Noggasak. Diese sollten dann als „unzivilisiertes Kontrastprogramm“ zu Familie Ulrikab die als ursprünglich und „wild“ präsentierte Lebensweise der „Eskimos“ darstellen.
Am 26. August 1880 bestiegen alle acht Inuit den Schoner Eisbär und machten sich auf den Weg nach Europa. Während der vier Wochen dauernden Überfahrt litten die Inuit stark unter der Seekrankheit. Das Schiff legte am 24. September 1880 in Hamburg an.

## Völkerschau
Die Zurschaustellung der „Eskimos“ wurde am 2. Oktober 1880 im Tierpark Hagenbeck am Neuen Pferdemarkt in St. Pauli eröffnet. Am 14. Oktober kamen die Inuit in den Zoologischen Garten Berlin, wo sie bis zum 14. November ausgestellt wurden. Anschließend wurden Inuit in Prag (15. November bis 29. November), in Frankfurt am Main (30. November bis 12. Dezember) und Darmstadt (14. Dezember bis 16. Dezember), Krefeld (17. bis 28. Dezember) und schließlich in Paris zur Schau gestellt. Jacobsen war bei der Ankunft in Hamburg schwer erkrankt und musste sich im Krankenhaus behandeln lassen. Die Gruppe wurde zunächst vom späteren Dresdener Zoodirektor Adolph Schoepf und Jacobsens Frau begleitet. Während der Völkerschau zeigten die Inuit ihre „Fähigkeiten wie z. B. Harpune werfen, Hundeschlitten und Kajak fahren“.

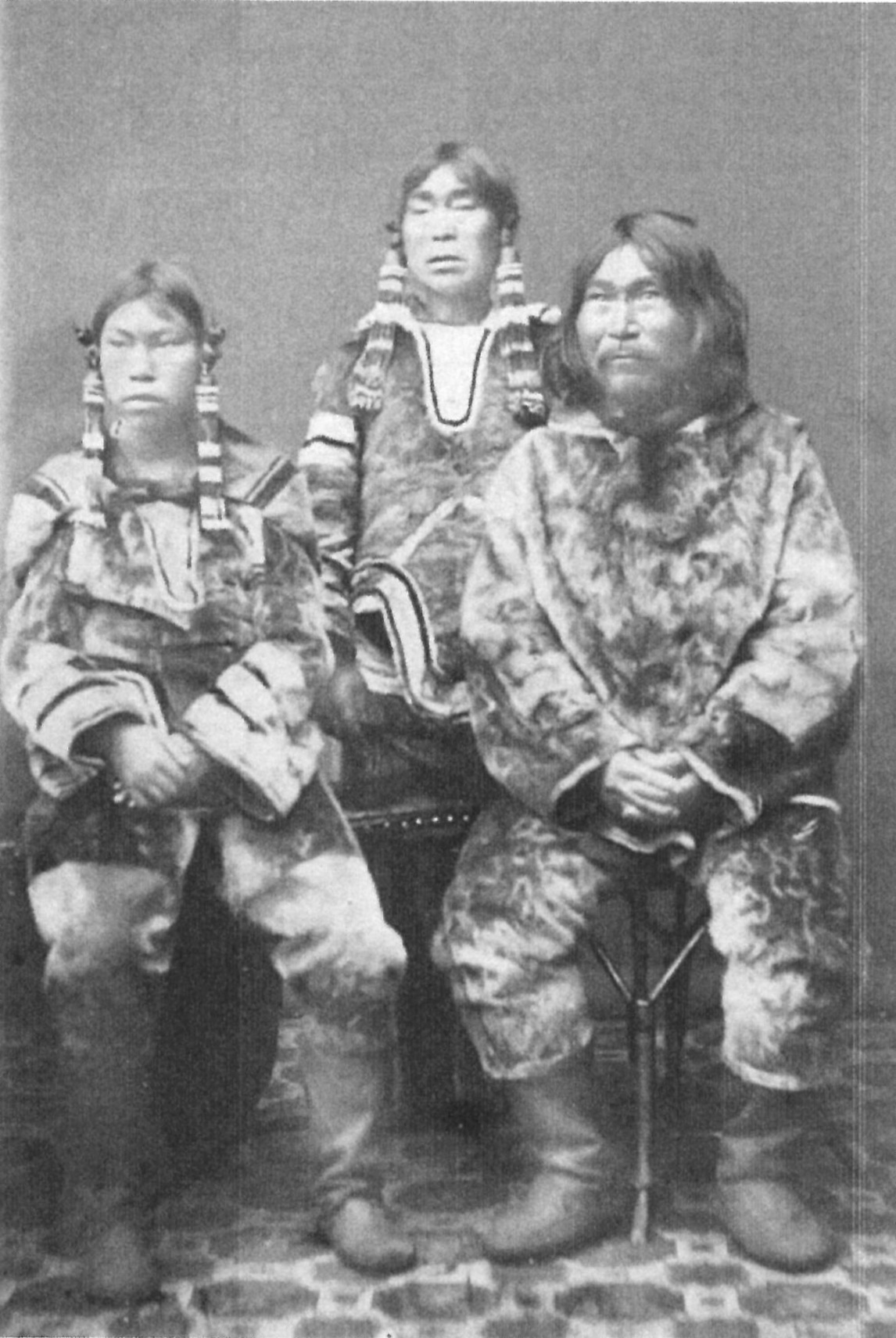
Portraitaufnahme von Noggasak, Paingu und Tigianniak, Foto von 1880
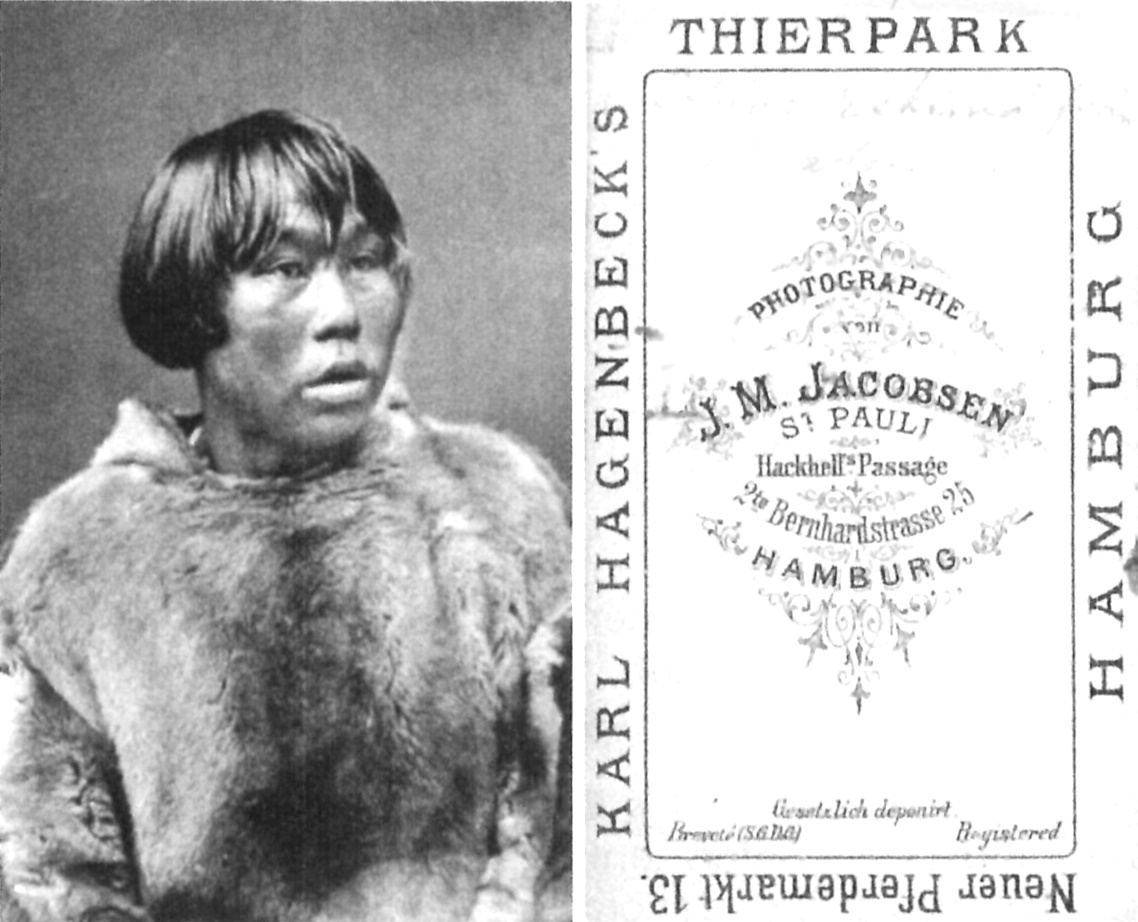
Portraitaufnahme von Tobias, Fotograf: Jacob Martin Jacobsen, Foto von 1880
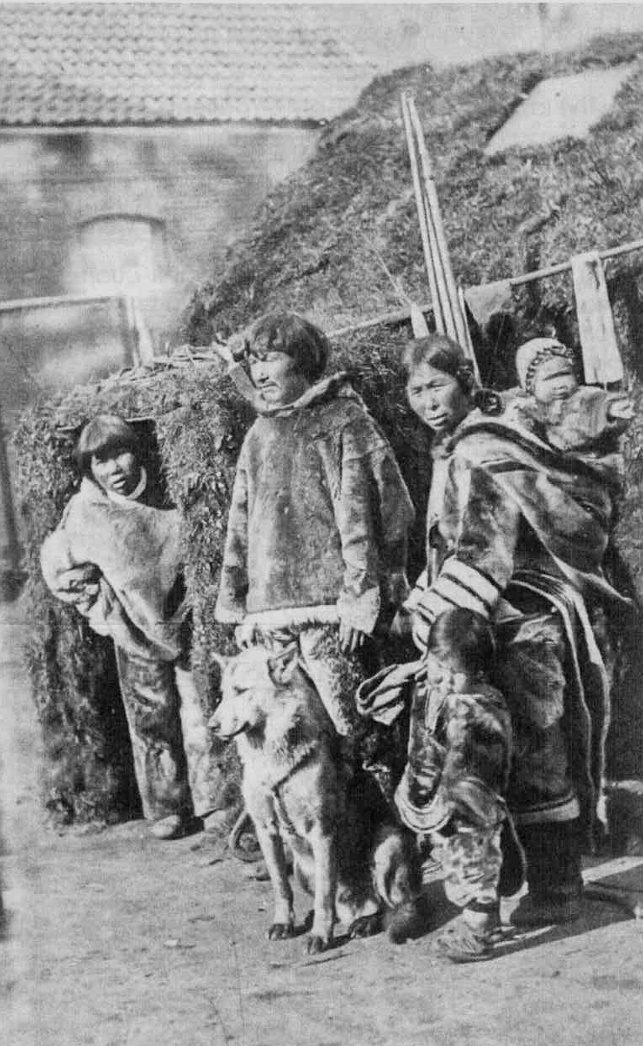
Abrahams Familie vor einer Hütte, Foto von 1880
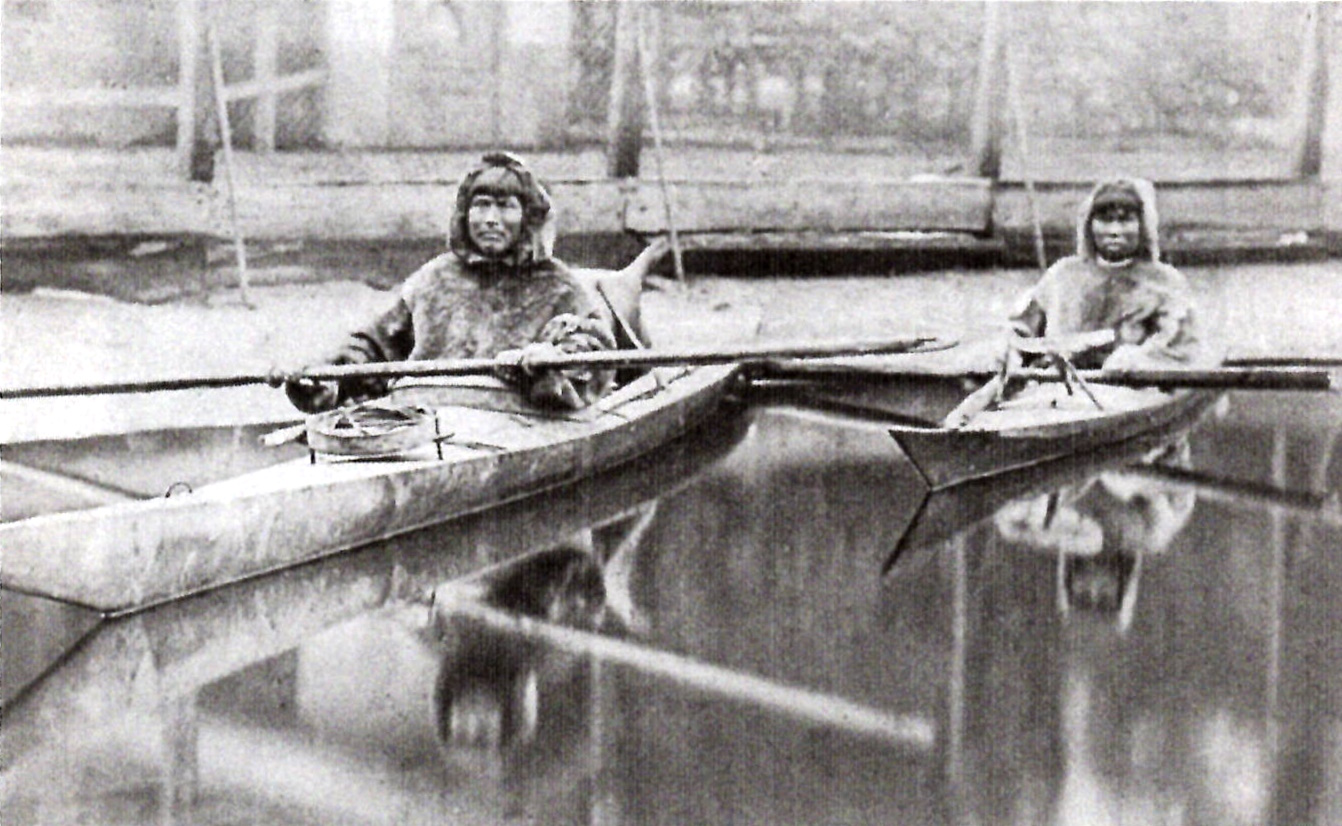
Abraham und Tobias im Kajak, Foto von 1880

Die getaufte Familie Abrahams nahm während des Aufenthaltes in Berlin zwei Mal an Versammlungen der dortigen Brüdergemeine teil. Im „Missionsblatt der Brüdergemeine“ wurde in der Dezemberausgabe 1880 ein Brief Abrahams an seinen „Lehrer Elsner“ in Hebron abgedruckt, in dem er seine großen Zweifel an der Teilnahme bei der Völkerschau deutlich zum Ausdruck brachte.

### Darstellung in Abrahams Tagebuch
In seinem Tagebuch schildert Abraham die Strapazen der Schauen und den Druck, den sie auf die Gruppenmitglieder ausübten.

„In Berlin ist es nicht niedlich schön, weil es vor Menschen und Bäumen unmöglich ist, ja weil so viele Kinder kommen. Die Luft rauscht beständig vom Geräusch der Gehenden u. Fahrenden, unsre Umzäunung ist augenblicklich gleich voll. […] Ja auszugehen am Tage ist unmöglich vor Menschen, weil wir völlig von ihnen umgeben sind, von sehr verschiedenen Gesichtern.“

Er berichtet weiter, dass die Besucher in Berlin die Umzäunungen einrissen und er sie mit einer Peitsche und Harpune verjagen musste. Die Gruppenmitglieder litten auch aufgrund dieser Zustände an Heimweh und der geplante monatelange Aufenthalt erschien ihnen viel zu lang, so dass sie sich oft widerwillig zeigten, die Schauen durchzuführen. Daraufhin kam es zu Konflikten mit den Impresarios und den Wärtern. Abraham berichtet in diesem Zusammenhang auch von Gewaltanwendungen durch Johan Adrian Jacobsen, der nach seiner Genesung die Gruppe seit Anfang November begleitete:

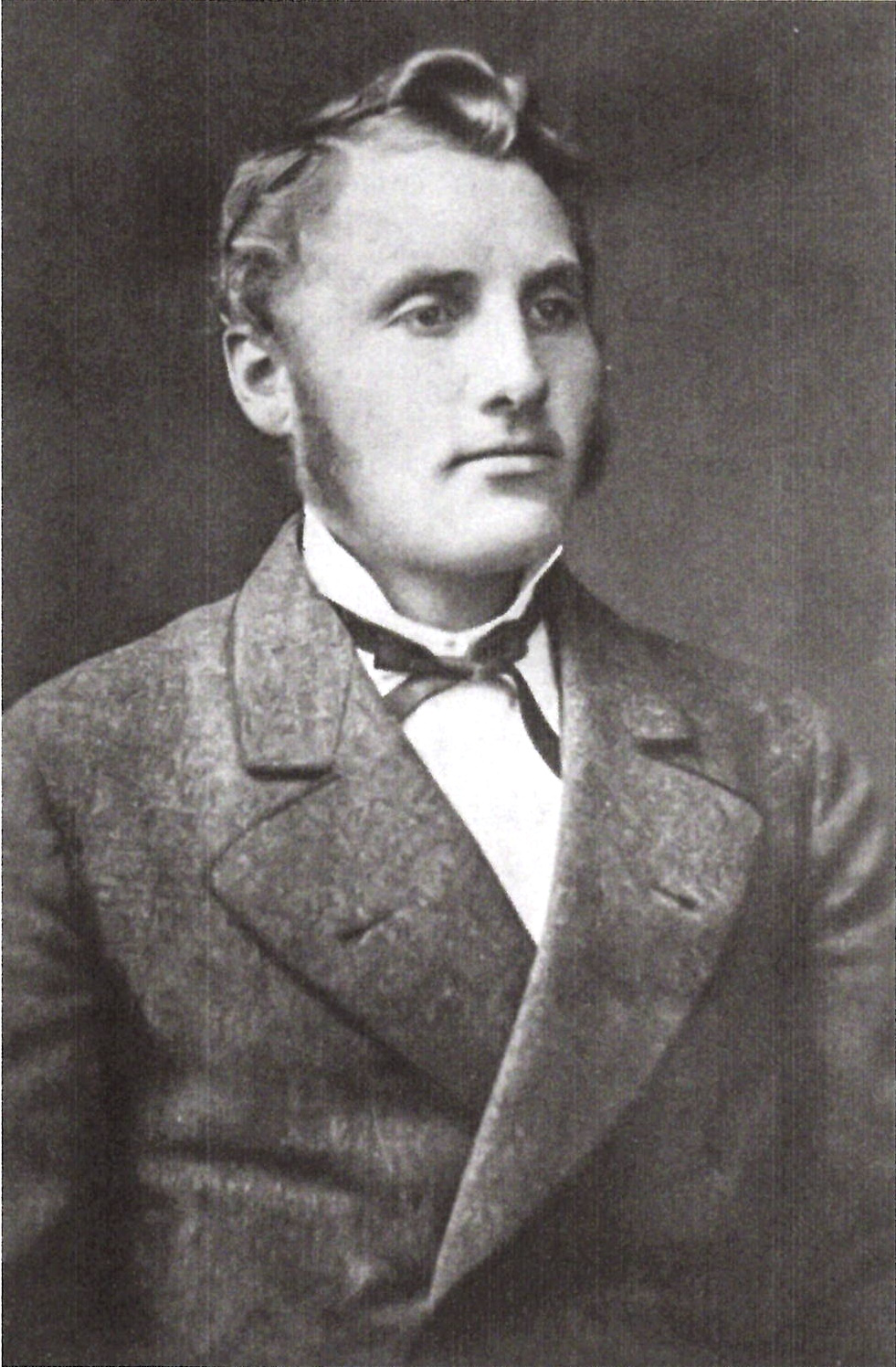
Johan Adrian Jacobsen, Porträt von 1881

„d. 7. Nov. haben wieder Betrübtes gehabt. Unser Gefährte, der led. Tobias wurde von unserm Herrn Jakobsen mit der Hundepeitsche gehauen. (Herr Jakobsen) war gleich sehr zornig, weil Tobias ihm immer nicht folge, wie er sagte; er hätte sich schon viel bei ihm eingebrockt. Beinahe ist er nicht genommen worden u. fortgeschickt. Wenn es Herr J. zweimal so macht, so werde ich nach England schreiben, weil ich so befohlen bin. Nachher war er sehr freundlich zu mir, damit ich dieses nicht schreibe. Sogar unsern beiden Frauen wurden seidne Bänder gekauft gleich. Wenn Tobias öfters widerspenstig ist, wird er keine Bezahlung haben, wenn er aber schön ist, wird er große Bezahlung haben. Nach diesem war Tobias schlecht krank.“

### Medizinische Untersuchung

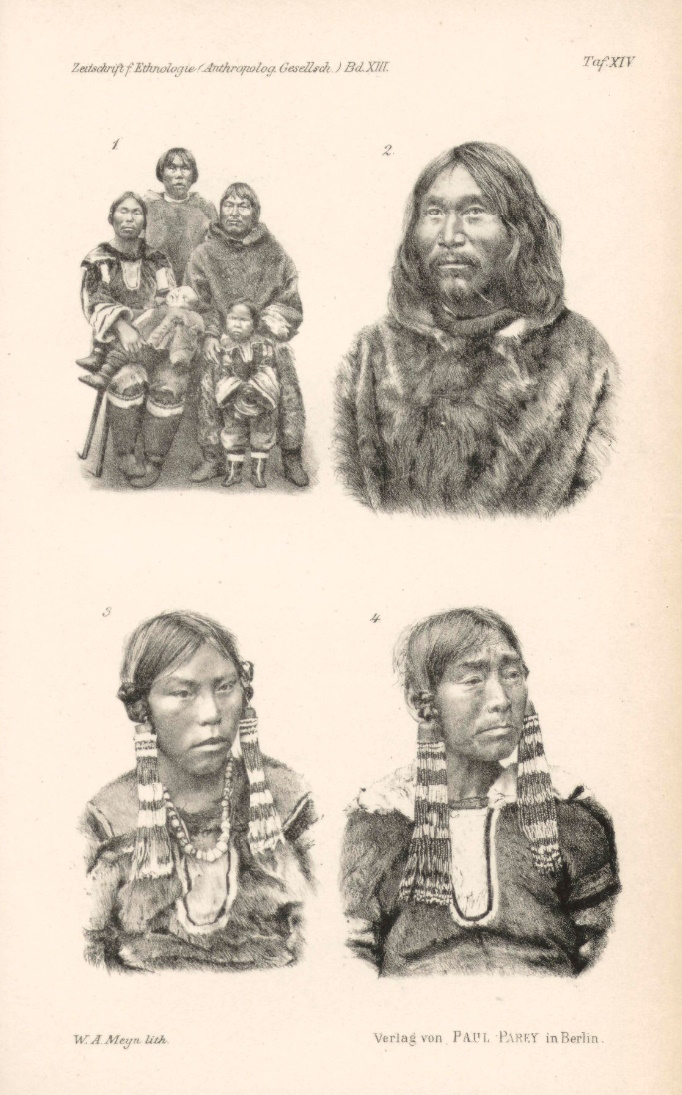
Abbildungen der „Eskimos“ in der Zeitschrift der Anthropologischen Gesellschaft Berlin, 1880

Der Anatom und Anthropologe Rudolf Virchow nahm in Berlin Untersuchungen an den Inuit vor und stellte die Gruppe am 7. November 1880 der Berliner Gesellschaft für Anthropologie, Ethnologie und Urgeschichte bei einem vielbesuchten Vortrag im Saal des Zoologischen Gartens vor. Dort berichtete er unter anderem über seine Untersuchung und Vermessungen von Paingu:

„Es wird Sie vielleicht interessiren, über den Anfall etwas zu hören, den ich neulich bei der Frau Bairngo beobachtet habe. Sie haben jetzt gesehen, wie scheu die Tochter ist; sie sieht aus, wie ein wildes Thier, das eingefangen ist. Die Mutter hat dieses zimperliche Wesen nicht, aber auch sie ist ungemein misstrauisch, so dass man bei jedem Schritt, den sie an einem Orte macht, den sie nicht kennt, es merkt, wie die neue Umgebung den Eindruck der höchsten Besorgniss bei ihr erzeugt. Es war sehr schwierig, an ihr die Messungen auszuführen, die bei den anderen ganz einfach vor sich gingen. Ich fing mit dem Einfachsten an und suchte sie so allmählich zu überzeugen, dass das nichts Schlimmes sei; aber jeder neue Akt erregte sofort wieder ihre Besorgniss, und sowie es an die Körpermessung ging, fing sie an zu zittern und gerieht in die höchste Aufregung. Während ich die Klafterlänge feststellen wollte und ihre Arme horizontal ausstreckte, was ihr wohl im Leben noch nicht vorgekommen war, bekam sie plötzlich den Anfall: Sie huschte mir unter dem Arm durch und begann in dem Zimmer umherzuarbeiten in einer Aufregung und in einer Weise, wie ich das noch niemals gesehen habe, trotzdem ich als langjähriger Arzt einer Gefangenenstation die sonderbarsten, sowohl simulirten, wie wirklichen Anfälle von Wuth oder Krampf erlebt habe. […] Sie sprang mit beiden Beinen in einer etwas zusammengebückten Stellung im Zimmer umher, arbeitete auf die Stühle und Tische los, und schmiss sie nach allen Richtungen um; während sie aber im Zimmer umhertollte, machte sie nicht den geringsten Versuch, aus der Thür zu entweichen oder auf die Anwesenden loszugehen. Sie sprang von der einen Ecke nach der anderen und schrie dabei in heulender Weise; ihr hässliches Gesicht sah dunkelroth aus, die Augen leuchteten, es bildete sich etwas Schaum vor dem Munde, genug es war ein höchst widerwärtiger Anblick.“

Auch ihr Mann und die Tochter verweigerten die Messungen, während Abraham und die anderen missionierten Labrador-Eskimo dieser Truppe sich messen ließen.

### Presseberichterstattung
Wie bereits bei den bisherigen Völkerschauen erregte auch die Zurschaustellung der „Eskimos“ große Aufmerksamkeit in der Presse. Die Norddeutsche Allgemeine Zeitung berichtete am 18. Oktober über die Gruppe:

„Die eine dieser Familien ist in der Missionsanstalt Hebron im nördlichen Labrador im Christenthum erzogen und der Zivilisation nahe getreten, die andere noch unbekannt mit Sitten und Gebräuchen der zivilisirten Welt. Wenn das Oberhaupt der ersteren, Abraham mit Namen, das Interesse dadurch verdient, daß er vielleicht einer der intelligentesten Eskimos, mutmaßlich sowohl wie für's Zeichnen befähigt und nicht ohne einige Kenntnisse der englischen Sprache, so hat der Wilde, Namens Tigganiak, für sich den charakteristischen Gesichtsausdruck, der bei aller sonstigen Gleichheit ihn doch so ganz anders erscheinen lässt und ein zurückhaltendes Wesen, obgleich sich schon jetzt nach 14tägigem Aufenthalte in Hamburg die anfängliche Scheu sehr vermindert hat. Nicht minder interessiren die ‚heidnischen‘ Frauen, Paieng, die Mutter und ihre Tochter Noggasak, letztere besonders durch ihr eigenthümliches scheues Gebahren, welches am meisten in einem unnachahmlichen Ausdruck der Augen, die dabei ganz von der Seite blicken und durch den einwärts gesetzten Gang mit krumm gebogenen Knien zur Geltung kommt.“

### Kritik an der „Eskimo“-Völkerschau und die Reaktion von Rudolf Virchow
Anlässlich der zweiten „Eskimo“-Völkerschau erschien eine der wenigen dezidiert kritischen Stellungnahmen gegen die Völkerschauen in der Magdeburger Zeitung vom 21. Oktober 1880. Er war nur mit den Initialen „J. K.“ unterzeichnet und der Autor blieb unbekannt.

„Man sehe sich doch die Leutchen nur ein wenig genauer, ein wenig mehr im eigentlichen Sinne „anthropologisch“ an, und man wird deß sofort inne werden, daß namentlich auf den Mienen der Eskimo-Frauen ein melancholischer Zug haftet. Sie wissen es ganz gut, daß sie ausgestellt werden, preisgegeben den neugierigen, zudringlichen Blicken von Alt und Jung. Wer weiß, was diese Kinder des rauhesten Nordens über ihre hochgebildeten europäischen Menschenbrüder denken mögen! […] Wer weiß aber, in welchem Lichte wir ihnen erscheinen mögen? […] Für unser Empfinden hat dies Menschenausstellungsgeschäft an sich etwas außerordentlich Abstoßendes. Wir können den Gedanken an den Menschenhandel hierbei nicht los werden. Dem mag nun gewiß nicht so sein. Allein diese Menschenkinder, diese Ebenbilder Gottes, wenn's erlaubt ist zu sagen, so mitten hinein in die zoologischen Gärten als Ausstellungsobjekte zu bringen, das scheint uns der Anthropologie, wie wir uns den Begriff auszugestalten erlauben, daß scheint uns der Wissenschaft und der Lehre vom Menschen und seinem eigentlichen Wesen ganz und gar nicht zu entsprechen.“

In seinem Vortrag vom 7. November 1880 ging Rudolf Virchow auf diese Kritik ein:

„Die Argumentation, welche dieser Betrachtung zu Grunde liegt, geht wesentlich davon aus — und das ist eigentlich das, was ich besonders berühren wollte —, dass ein wissenschaftliches Interesse gar nicht vorliege, und dass auch für die grosse Masse der Menschen weiter nichts existire, als ein in der That ganz rohes Interesse der Neugierde. […] Ja, in der That, diese Menschenvorstellungen sind sehr interessant, für Jeden, der sich einigermaassen klar werden will über die Stellung, welche der Mensch überhaupt in der Natur einnimmt, und über die Entwickelung, welche das Menschengeschlecht durchmessen hat. Wer das nicht begreifen kann, wessen Vorbereitung so gering ist, dass er nicht versteht, dass darin die wichtigsten und grössten Fragen, welche das Menschengeschlecht überhaupt aufwerfen kann, enthalten sind, wer glaubt, dass man einfach über solche Dinge zur Tagesordnung übergehen darf, der sollte am wenigsten Feuilletons schreiben. Zum Mindesten sollte eine Redaction sich zweimal bedenken, ehe sie solches Gerede in ihre Spalten aufnimmt.“

Abraham berichtet aber auch davon, selbst die Peitsche gegen übergriffige Zuschauer benutzt zu haben. Abraham berichtet am Ende noch über die ersten Todesfälle sowie über die Erkrankung von Sara Ende Dezember in Krefeld. Abraham und Ulrike mussten das Kind dort krank zurücklassen.

## Tod der Inuit
Zwischen Mitte Dezember 1880 und Mitte Januar 1881 starben alle acht Inuit an Pocken. Die Ansteckung erfolgte möglicherweise in Prag, weil dort eine Pockenepidemie ausgebrochen war. Als erste erkrankte Noggasak, die nach zweitägiger Krankheit am 14. Dezember 1880 in Darmstadt verstarb und dort beerdigt wurde. Die Gruppe zog von dort weiter nach Krefeld, wo Paingu am 27. Dezember verstarb.  Die Pocken als Todesursache wurden erst erkannt, als Abrahams und Ulrikes Tochter Sara Symptome zeigte und am 31. Dezember 1880 ebenfalls in Krefeld verstarb. Ihre Eltern mussten sie noch vor ihrem Tod dort im Krankenhaus zurücklassen, weil die fünf Überlebenden der Gruppe auf Drängen der Impresarios zur nächsten Station nach Paris weiterreiste. Sie erhielten am 1. Januar noch eine Pockenimpfung und wurden noch etwa eine Woche im Jardin d’Acclimatation in Paris zur Schau gestellt. Nach einer Woche erkrankte die ganze Gruppe und wurde am 9. Januar 1881 ins Hôpital Saint-Louis eingeliefert, wo die verbliebenen fünf Inuit innerhalb der folgenden Woche verstarben. Maria starb am 10. Januar 1881, Tigianniak am 11. Januar, Tobias und Abraham am 13. Januar und Ulrike am 16. Januar 1881.
Ihr Tod war auf die Nachlässigkeit Johan Adrian Jacobsens zurückzuführen, der die Gruppe nicht – wie gesetzlich vorgeschrieben – gegen Pocken hatte impfen zu lassen. Er schrieb deshalb in sein Tagebuch, sich für den Tod der Gruppe verantwortlich zu fühlen: „sol ich indireckt schuld an Ihrem tod sein? Muste ich grade die armen brawe Leute von Ihren Heimat führen am in ein fremd Erde Ihren Grab zu finden?“
Hagenbeck schrieb als Reaktion an Jacobsen: „Ihren traurigen Brief habe ich erhalten. Sie können sich wohl denken, wie ich zu Muth bin […] Die Eskimo Sachen lassen Sie nur alle verbrennen und was die Sammlung betrifft so will ich sie nicht nach Hamburg haben, denn ich will nichts mehr von Eskimo Sachen sehen. Was man dafür zahlt mir egal nur fort damit und zwar Alles ohne Ausnahme.“ Und die Norddeutsche Allgemeine Zeitung berichtete am 21. Januar 1881: 

„Herrn Hagenbeck, der allen den von ihm in den letzten Jahren uns zugeführten Naturmenschen aus dem Norden und Süden, Osten und Westen stets väterlich zugeneigt war, [… hat] dieser traurige Fall so erschüttert, daß er, wie dem ,Tagebl.‘ mitgeteilt wird, entschlossen ist, das Zuführen derartiger ,ethnologischer lebender Bilder‘ gänzlich aufzugeben.“

Wenige Monate später bereitete Hagenbeck die nächste Völkerschau der „Feuerländer“ vor, bei der sieben der elf verschleppten Kawesqar aufgrund der mangelhaften medizinischen Fürsorge verstarben.

## Verbleib der sterblichen Überreste
Der Verbleib der sterblichen Überreste bzw. Skelette der acht verstorbenen Inuit ist nicht ganz klar. Die Grabstelle von Noggasak auf dem Alten Friedhof in Darmstadt ist überliefert. Nach dem Tod von Paingu in Krefeld wurde eine Autopsie durchgeführt. Jacobsen wurde ihre Schädeldecke ausgehändigt, der sie in Paris an den Anatomen Arthur Bordier übergab. Über Umwege gelangte sie schließlich in das Musée de l’Homme, wo sie sich bis heute befindet. Paingu wurde auf dem Friedhof Bockum in Krefeld beigesetzt, Sara auf dem alten Friedhof Krefeld. Ihr Schädel wurde auf Veranlassung von Rudolf Virchow exhumiert und befindet sich heute in Berlin. Die fünf in Paris verstorbenen Inuit wurden zunächst bestattet, ihre Skelette am 4. Juni 1886 exhumiert und in die anthropologische Sammlung des Muséum national d’histoire naturelle überführt, wo sie sich bis heute befinden.

## Dokumentarfilm
- Trapped in a Human Zoo: Based on Abraham’s Diary, CBC Television 2016.

## Nachweis des Tagebuchs von Abraham Ulrikab
- Abraham Ulrikab: Tagebuch des Hebroner Eskimos Abraham von seinem Aufenthalt in Europa 1880/81, übersetzt von Br. Kretschmer. Unveröffentlichtes Manuskript, Moravian Church Archives in Betlehem: Records of the Labrador Mission Stations, 13557–13571; abgedruckt in: Hartmut Lutz (Hg.): Abraham Ulrikab im Zoo. Tagebuch eines Inuk 1880/81. Verlag von der Linden, Wesel 2007, ISBN 978-3-926308-10-8, S. 28–42.

## Online-Beiträge
- Ulrikab, Abraham Online unter: Inuit Literatures − ᐃᓄᐃᑦ ᐊᓪᓚᒍᓯᖏᑦ − Littératures inuites, ohne Datum, abgerufen am 31. März 2024.
- Miriam Gröpl: Das Schicksal der Familie Ulrikab – Inuit bei Hagenbeck. Online unter: Geschichtsbuch Hamburg, 14. Juli 2017, abgerufen am 30. März 2024.
- Wolfgang Opel: Abraham und die Labrador-Inuit in Europa. Online unter: Trimaris, 6. Juni 2019, abgerufen am 30. März 2024.